# فلاديمير ليونوف (دراج)
فلاديمير ليونوف (بالروسية: Леонов, Владимир Петрович) مواليد 25 أبريل 1937 في تولا، هو دراج روسي سابق. سبق أن شارك في دورة الألعاب الأولمبية الصيفية وفاز بميدالية أولمبية.

## الميداليات
| الميدالية | المسابقة                       |
| --------- | ------------------------------ |
| برونزية   | الألعاب الأولمبية الصيفية 1960 |

## روابط خارجية
- فلاديمير ليونوف على موقع أرشيف الدراجات (الإنجليزية)
- فلاديمير ليونوف على موقع أوليمبيديا (الإنجليزية)